# SK Slavia Praha „B“
SK Slavia Praha „B“ (celým názvem: Sportovní klub Slavia Praha „B“) je český rezervní fotbalový tým, který sídlí v pražských Vršovicích. Nadřazený klub rezervě byl založen 2. listopadu 1892, původně jako cyklistický odbor v Praze, vzešlý z pražského vlasteneckého studentského sdružení Literární a řečnický spolek Slavia se sídlem ve Vodičkově ulici.
Vznik B–týmu Slavie jde jen těžko dohledat, ale lze předpokládat, že tomu bylo krátce po založení samotného fotbalového oddílu klubu v roce 1896. V roce 1897 bylo "béčko" jedním z pouhých čtyř účastníků Mistrovství Čech a Moravy 1897. V konečné tabulce skončil druhý, těsně za svým A týmem. I v následujících letech se umísťoval na předních pozicích tohoto mistrovství.
Se zvyšující konkurencí a změnou pravidel nejprve nestačil prvním týmům ostatních klubů a poté již ani nemohl nastupovat ve stejné soutěži jako A tým SK Slavia Praha a byl nucen hrát v nižších soutěžích.
V roce 1993 byl znovuobnoven a putoval mezi ČFL a Divizí. Jeho největším úspěchem bylo vítězství v ČFL v sezoně 1996/97, po kterém však nenásledoval postup do 2. ligy. Jeho další dočasný zánik přišel v roce 2012, kdy byl nahrazen novým svazovým projektem v podobě juniorského týmu. Po sezóně 2018/19 byl juniorský tým zrušen společně s Juniorskou ligou, čímž tak došlo k dalšímu znovuobnovení rezervních týmů.V sezoně 2021/22 opět rezerva Slavie vyhrála ČFL a tentokrát už postoupila do FNL, kde se od sezony 2022/23 potkává s B-týmy AC Sparta Praha nebo SK Sigma Olomouc. Své domácí zápasy odehrává ve Sportovním areálu Na Chvalech s kapacitou 3 400 diváků.

## Historické názvy
Zdroj: 
- 1896 – SK Slavia (Sportovní klub Slavia)
- 1948 – Sokol Slavia Praha
- 1949 – ZSJ Dynamo Slavia Praha (Základní sportovní jednota Dynamo Slavia Praha)
- 1953 – DSO Dynamo Praha (Dobrovolná sportovní organizace Dynamo Praha)
- 1954 – TJ Dynamo Praha (Tělovýchovná jednota Dynamo Praha)
- 1965 – SK Slavia Praha (Sportovní klub Slavia Praha)
- 1973 – TJ Slavia Praha (Tělovýchovná jednota Slavia Praha)
- 1977 – TJ Slavia IPS Praha (Tělovýchovná jednota Slavia Inženýrské průmyslové stavby Praha)
- 1978 – SK Slavia IPS Praha (Sportovní klub Slavia Inženýrské průmyslové stavby Praha)
- 1991 – SK Slavia Praha (Sportovní klub Slavia Praha)

## Úspěchy
| Menší úspěchy |
| - Česká fotbalová liga (3x vítěz) - – SK Slavia „B“: 1996/1997, 2021/2022, 2023/2024 - – SK Slavia „B“: 2002/2003 - Mistrovství Čech a Moravy (3x stříbrný) - - SK Slavia „B“ 1897, 1899, 1900 - Pohár dobročinnosti (1× vítěz) - – SK Slavia „B“: 1908 - Zimní turnaj Tatry Smíchov (1× vítěz) - – TJ Dynamo Praha „B“: 1958/59 |

## Umístění v jednotlivých sezonách
Stručný přehled
Zdroj: 
- 1949: Oblastní soutěž – sk. B
- 1950: Oblastní soutěž – sk. A
- 1951: Krajská soutěž – Praha, sk. A
- 1957–1958: Oblastní soutěž – sk. A
- 1958–1960: 2. liga – sk. A
- 1960–1961: Pražský přebor
- 1962–1963: 2. liga – sk. B
- 1963–1965: Pražský přebor
- 1965–1968: Divize B
- 1968–1969: Divize C
- 1969–1970: Divize B
- 1970–1971: Divize C
- 1971–1974: Divize B
- 1974–1975: Divize C
- 1975–1976: Divize B
- 1976–1977: Divize C
- 1977–1984: bez soutěže
- 1984–1986: Divize A
- 1986–1987: 2. ČNFL – sk. B
- 1987–1988: Divize A
- 1988–1989: Divize B
- 1989–1991: 2. ČNFL – sk. B
- 1991–2011: Česká fotbalová liga
- 2011–2012: Divize A
- 2012–2019: bez soutěže
- 2019–2022: Česká fotbalová liga – sk. A
- 2022–2023: FNL
- 2023–2024: Česká fotbalová liga – sk. A

Jednotlivé ročníky
Zdroj: 
Legenda: Z – zápasy, V – výhry, R – remízy, P – porážky, VG – vstřelené góly, OG – obdržené góly, +/− – rozdíl skóre, B – body, červené podbarvení – sestup, zelené podbarvení – postup, fialové podbarvení – reorganizace, změna skupiny či soutěže
| Československo (1949 – 1993) |                                             |                                             |                                             |                                             |                                             |                                             |                                             |                                             |                                             |                                             |                                             |                                             |
| Sezóny                       | Liga                                        | Úroveň                                      | Z                                           | V                                           | R                                           | P                                           | VG                                          | OG                                          | +/−                                         | B                                           | Pozice                                      |                                             |
| 1949                         | Oblastní soutěž – sk. B                     | 2                                           | 26                                          | 13                                          | 4                                           | 9                                           | 73                                          | 59                                          | +14                                         | 30                                          | 4.                                          |                                             |
| 1950                         | Oblastní soutěž – sk. A                     | 3                                           | 22                                          | 9                                           | 4                                           | 9                                           | 63                                          | 44                                          | +19                                         | 22                                          | 6.                                          |                                             |
| 1951                         | Krajská soutěž – Praha, sk. A               | 2                                           | 18                                          | 7                                           | 2                                           | 9                                           | 39                                          | 48                                          | −9                                          | 16                                          | 6.                                          |                                             |
| ...                          |                                             |                                             |                                             |                                             |                                             |                                             |                                             |                                             |                                             |                                             |                                             |                                             |
| 1957/58                      | Oblastní soutěž – sk. A                     | 3                                           | 33                                          | 21                                          | 7                                           | 5                                           | 94                                          | 37                                          | +57                                         | 49                                          | 1.                                          |                                             |
| 1958/59                      | 2. liga – sk. A                             | 2                                           | 26                                          | 9                                           | 6                                           | 11                                          | 39                                          | 55                                          | −16                                         | 24                                          | 8.                                          |                                             |
| 1959/60                      | 2. liga – sk. A                             | 2                                           | 26                                          | 4                                           | 8                                           | 14                                          | 26                                          | 56                                          | −30                                         | 16                                          | 12.                                         |                                             |
| 1960/61                      | Pražský přebor                              | 3                                           | 26                                          | 8                                           | 6                                           | 12                                          | 54                                          | 54                                          | 0                                           | 22                                          | 12.                                         |                                             |
| 1961/62                      | Pražský přebor                              | 3                                           | 26                                          | 17                                          | 5                                           | 4                                           | 63                                          | 25                                          | +38                                         | 39                                          | 1.                                          |                                             |
| 1962/63                      | 2. liga – sk. B                             | 2                                           | 26                                          | 7                                           | 7                                           | 12                                          | 24                                          | 45                                          | −21                                         | 21                                          | 12.                                         |                                             |
| 1963/64                      | Pražský přebor                              | 3                                           | 26                                          | 6                                           | 9                                           | 11                                          | 36                                          | 56                                          | −20                                         | 21                                          | 11.                                         |                                             |
| 1964/65                      | Pražský přebor                              | 3                                           | 26                                          | 14                                          | 7                                           | 5                                           | 63                                          | 26                                          | +37                                         | 35                                          | 1.                                          |                                             |
| 1965/66                      | Divize B                                    | 3                                           | 26                                          | 15                                          | 7                                           | 4                                           | 58                                          | 21                                          | +37                                         | 37                                          | 2.                                          |                                             |
| 1966/67                      | Divize B                                    | 3                                           | 26                                          | 12                                          | 2                                           | 12                                          | 47                                          | 41                                          | +6                                          | 26                                          | 7.                                          |                                             |
| 1967/68                      | Divize B                                    | 3                                           | 26                                          | 10                                          | 7                                           | 9                                           | 33                                          | 32                                          | +1                                          | 27                                          | 5.                                          |                                             |
| 1968/69                      | Divize C                                    | 3                                           | 26                                          | 10                                          | 6                                           | 10                                          | 48                                          | 37                                          | +11                                         | 26                                          | 7.                                          |                                             |
| 1969/70                      | Divize B                                    | 4                                           | 26                                          | 12                                          | 6                                           | 8                                           | 37                                          | 32                                          | +5                                          | 30                                          | 4.                                          |                                             |
| 1970/71                      | Divize C                                    | 4                                           | 26                                          | 15                                          | 4                                           | 7                                           | 54                                          | 30                                          | +24                                         | 34                                          | 2.                                          |                                             |
| 1971/72                      | Divize B                                    | 4                                           | 26                                          | 8                                           | 9                                           | 9                                           | 26                                          | 24                                          | +2                                          | 25                                          | 8.                                          |                                             |
| 1972/73                      | Divize B                                    | 4                                           | 26                                          | 12                                          | 6                                           | 8                                           | 39                                          | 26                                          | +13                                         | 30                                          | 4.                                          |                                             |
| 1973/74                      | Divize B                                    | 4                                           | 26                                          | 11                                          | 8                                           | 7                                           | 51                                          | 38                                          | +13                                         | 30                                          | 3.                                          |                                             |
| 1974/75                      | Divize C                                    | 4                                           | 26                                          | 11                                          | 8                                           | 7                                           | 46                                          | 28                                          | +18                                         | 30                                          | 4.                                          |                                             |
| 1975/76                      | Divize B                                    | 4                                           | 26                                          | 15                                          | 5                                           | 6                                           | 43                                          | 28                                          | +15                                         | 35                                          | 2.                                          |                                             |
| 1976/77                      | Divize C                                    | 4                                           | 30                                          | 9                                           | 8                                           | 9                                           | 45                                          | 45                                          | 0                                           | 26                                          | 5.                                          |                                             |
| 1977–1984                    | B-mužstvo nebylo přihlášeno v žádné soutěži | B-mužstvo nebylo přihlášeno v žádné soutěži | B-mužstvo nebylo přihlášeno v žádné soutěži | B-mužstvo nebylo přihlášeno v žádné soutěži | B-mužstvo nebylo přihlášeno v žádné soutěži | B-mužstvo nebylo přihlášeno v žádné soutěži | B-mužstvo nebylo přihlášeno v žádné soutěži | B-mužstvo nebylo přihlášeno v žádné soutěži | B-mužstvo nebylo přihlášeno v žádné soutěži | B-mužstvo nebylo přihlášeno v žádné soutěži | B-mužstvo nebylo přihlášeno v žádné soutěži | B-mužstvo nebylo přihlášeno v žádné soutěži |
| 1984/85                      | Divize A                                    | 4                                           | 30                                          | 12                                          | 8                                           | 10                                          | 48                                          | 31                                          | +17                                         | 32                                          | 6.                                          |                                             |
| 1985/86                      | Divize A                                    | 4                                           | 30                                          | 21                                          | 1                                           | 8                                           | 74                                          | 27                                          | +47                                         | 43                                          | 1.                                          |                                             |
| 1986/87                      | 2. ČNFL – sk. B                             | 3                                           | 30                                          | 10                                          | 6                                           | 14                                          | 41                                          | 44                                          | −3                                          | 30                                          | 15.                                         |                                             |
| 1987/88                      | Divize A                                    | 4                                           | 30                                          | 21                                          | 4                                           | 5                                           | 80                                          | 26                                          | +54                                         | 46                                          | 2.                                          |                                             |
| 1988/89                      | Divize B                                    | 4                                           | 30                                          | 21                                          | 5                                           | 4                                           | 90                                          | 27                                          | +63                                         | 47                                          | 1.                                          |                                             |
| 1989/90                      | 2. ČNFL – sk. B                             | 3                                           | 30                                          | 11                                          | 6                                           | 13                                          | 48                                          | 51                                          | −3                                          | 28                                          | 12.                                         |                                             |
| 1990/91                      | 2. ČNFL – sk. B                             | 3                                           | 30                                          | 9                                           | 11                                          | 10                                          | 43                                          | 43                                          | 0                                           | 29                                          | 11.                                         |                                             |
| 1991/92                      | Česká fotbalová liga                        | 3                                           | 34                                          | 14                                          | 6                                           | 14                                          | 54                                          | 63                                          | −9                                          | 34                                          | 11.                                         |                                             |
| 1992/93                      | Česká fotbalová liga                        | 3                                           | 34                                          | 14                                          | 14                                          | 6                                           | 59                                          | 32                                          | +27                                         | 42                                          | 4.                                          |                                             |
| Česko (1993 – )              |                                             |                                             |                                             |                                             |                                             |                                             |                                             |                                             |                                             |                                             |                                             |                                             |
| Sezóny                       | Liga                                        | Úroveň                                      | Z                                           | V                                           | R                                           | P                                           | VG                                          | OG                                          | +/-                                         | B                                           | Pozice                                      |                                             |
| 1993/94                      | Česká fotbalová liga                        | 3                                           | 34                                          | 9                                           | 11                                          | 14                                          | 48                                          | 53                                          | −5                                          | 29                                          | 13.                                         |                                             |
| 1994/95                      | Česká fotbalová liga                        | 3                                           | 34                                          | 11                                          | 11                                          | 12                                          | 46                                          | 50                                          | −4                                          | 44                                          | 12.                                         |                                             |
| 1995/96                      | Česká fotbalová liga                        | 3                                           | 34                                          | 11                                          | 6                                           | 17                                          | 50                                          | 57                                          | −7                                          | 39                                          | 10.                                         |                                             |
| 1996/97                      | Česká fotbalová liga                        | 3                                           | 34                                          | 21                                          | 5                                           | 8                                           | 64                                          | 38                                          | +26                                         | 68                                          | 1.                                          |                                             |
| 1997/98                      | Česká fotbalová liga                        | 3                                           | 34                                          | 13                                          | 4                                           | 17                                          | 43                                          | 49                                          | −6                                          | 43                                          | 11.                                         |                                             |
| 1998/99                      | Česká fotbalová liga                        | 3                                           | 34                                          | 10                                          | 9                                           | 15                                          | 51                                          | 66                                          | −15                                         | 39                                          | 15.                                         |                                             |
| 1999/00                      | Česká fotbalová liga                        | 3                                           | 30                                          | 8                                           | 3                                           | 19                                          | 50                                          | 60                                          | −10                                         | 27                                          | 16.                                         |                                             |
| 2000/01                      | Česká fotbalová liga                        | 3                                           | 34                                          | 11                                          | 7                                           | 16                                          | 45                                          | 55                                          | −10                                         | 40                                          | 14.                                         |                                             |
| 2001/02                      | Česká fotbalová liga                        | 3                                           | 34                                          | 16                                          | 11                                          | 7                                           | 50                                          | 34                                          | +16                                         | 59                                          | 4.                                          |                                             |
| 2002/03                      | Česká fotbalová liga                        | 3                                           | 34                                          | 19                                          | 5                                           | 10                                          | 62                                          | 34                                          | +28                                         | 62                                          | 2.                                          |                                             |
| 2003/04                      | Česká fotbalová liga                        | 3                                           | 34                                          | 13                                          | 9                                           | 12                                          | 42                                          | 33                                          | +9                                          | 48                                          | 5.                                          |                                             |
| 2004/05                      | Česká fotbalová liga                        | 3                                           | 32                                          | 10                                          | 12                                          | 10                                          | 43                                          | 41                                          | +2                                          | 42                                          | 7.                                          |                                             |
| 2005/06                      | Česká fotbalová liga                        | 3                                           | 34                                          | 17                                          | 7                                           | 10                                          | 59                                          | 39                                          | +20                                         | 58                                          | 5.                                          |                                             |
| 2006/07                      | Česká fotbalová liga                        | 3                                           | 34                                          | 16                                          | 7                                           | 11                                          | 45                                          | 28                                          | +17                                         | 55                                          | 5.                                          |                                             |
| 2007/08                      | Česká fotbalová liga                        | 3                                           | 34                                          | 9                                           | 14                                          | 11                                          | 41                                          | 36                                          | +5                                          | 41                                          | 14.                                         |                                             |
| 2008/09                      | Česká fotbalová liga                        | 3                                           | 34                                          | 16                                          | 8                                           | 10                                          | 35                                          | 26                                          | +9                                          | 56                                          | 4.                                          |                                             |
| 2009/10                      | Česká fotbalová liga                        | 3                                           | 34                                          | 14                                          | 8                                           | 12                                          | 47                                          | 33                                          | +14                                         | 50                                          | 4.                                          |                                             |
| 2010/11                      | Česká fotbalová liga                        | 3                                           | 34                                          | 6                                           | 8                                           | 20                                          | 38                                          | 59                                          | −21                                         | 26                                          | 17.                                         |                                             |
| 2011/12                      | Divize A                                    | 4                                           | 30                                          | 13                                          | 10                                          | 7                                           | 65                                          | 40                                          | +25                                         | 49                                          | 6.                                          |                                             |
| 2012–2019                    | B-mužstvo nebylo přihlášeno v žádné soutěži | B-mužstvo nebylo přihlášeno v žádné soutěži | B-mužstvo nebylo přihlášeno v žádné soutěži | B-mužstvo nebylo přihlášeno v žádné soutěži | B-mužstvo nebylo přihlášeno v žádné soutěži | B-mužstvo nebylo přihlášeno v žádné soutěži | B-mužstvo nebylo přihlášeno v žádné soutěži | B-mužstvo nebylo přihlášeno v žádné soutěži | B-mužstvo nebylo přihlášeno v žádné soutěži | B-mužstvo nebylo přihlášeno v žádné soutěži | B-mužstvo nebylo přihlášeno v žádné soutěži | B-mužstvo nebylo přihlášeno v žádné soutěži |
| ** 2019/20                   | Česká fotbalová liga – sk. A                | 3                                           | 16                                          | 8                                           | 1/0                                         | 7                                           | 38                                          | 27                                          | +11                                         | 26                                          | 6.                                          |                                             |
| ** 2020/21                   | Česká fotbalová liga – sk. A                | 3                                           | 7                                           | 3                                           | 0/1                                         | 3                                           | 18                                          | 14                                          | +4                                          | 10                                          | 10.                                         |                                             |
| 2021/22                      | Česká fotbalová liga – sk. A                | 3                                           | 28                                          | 15                                          | 6                                           | 7                                           | 61                                          | 33                                          | +28                                         | 51                                          | 1.                                          |                                             |
| 2022/23                      | Fortuna:Národní liga                        | 2                                           | 30                                          | 8                                           | 8                                           | 14                                          | 42                                          | 56                                          | -14                                         | 32                                          | 15.                                         |                                             |
| 2023/24                      | Česká fotbalová liga – sk. A                | 3                                           | 30                                          | 22                                          | 4                                           | 4                                           | 81                                          | 27                                          | +54                                         | 70                                          | 1.                                          |                                             |
| 2024/25                      | Fortuna:Národní liga                        | 2                                           | 30                                          | 9                                           | 10                                          | 11                                          | 41                                          | 37                                          | +4                                          | 37                                          | 11.                                         |                                             |

Poznámky:
- 1992/93: B-mužstvo se účastnilo baráže o účast ve druhé lize v ročníku 1993/94, ze které však nepostoupilo a setrvalo v ČFL.
- 2019/20, 2020/21: Od sezony 2014/15 do sezony 2020/21 se hrála ČFL tímto způsobem: Pokud zápas skončí nerozhodně, kope se penaltový rozstřel. Jeho vítěz bere 2 body, poražený pak jeden bod. Za výhru po 90 minutách jsou 3 body, za prohru po 90 minutách není žádný bod.

**= sezona předčasně ukončena z důvodu pandemie covidu-19